# The Night Comes Down
«The Night Comes Down» (укр. «Настає ніч») — пісня британського рок-гурту «Queen», написана соло-гітаристом Браяном Меєм. Вона стала шостим треком альбому «Queen» 1973 року. Пісня являє собою баладу з елементами психоделії.

## Історія
Браян Мей написав пісню незабаром після створення гурту «Queen» у 1970 році, після гурту розпаду «Smile». Вперше пісня була записана в студії «De Lane Lea» у вересні 1971 року, коли гурт був найнятий для тестування нового студійного обладнання в обмін на те, що вони могли записувати свої власні демо-записи, щоб пізніше знайти компанію звукозапису. Угода була взаємовигідною, і «Queen» в повній мірі скористалися студійним обладнання для запису п'яти своїх пісень («Keep Yourself Alive», «The Night Comes Down», «Great King Rat», «Jesus» і «Liar»).

## Запис
У 1972 році «Trident Studios» підписали контракт на запис з «Queen», у якому гурту дозволялося використовувати студію, коли вона була вільна від інших артистів, що платили за свій запис, і почали працювати з продюсером Роєм Томасом Бейкером. Бейкер і власники студії Норман і Баррі Шеффілд наполягали на перезаписі п'яти демо, записаних на «De Lane Lea». Була записана нова студійна версія «The Night Comes Down», але в підсумку було вирішено, що версія «De Lane Lea» була краще, і саме ця версія з'явилася в дебютному альбомі гурту. На сьогоднішній день версія, випущена Бейкером, залишається неопублікованою і також не знайдена в бутлегах.

## Версії
Існують записи пісні на бутлегах, які містять оригінальні демо зі студії «De Lane Lea», і різниця в якості запису «The Night Comes Down» помітна порівняно з LP 1973 року і ще більш помітна в порівнянні з останніми серіями цифрових ремастерів альбому лейблами «Parlophone» і «Hollywood Records». Крім того, демо — це той же мікс, який з'явилася на демо-стрічці, майже без будь-яких змін (якість бутлегів ускладнює визначення того, чи є поліпшення записів власним мастерингом або додатковим міксом). У 1998 році «Queen» випустили комп'ютерну гру «Queen: The Eye». У грі представлені чотири тематичних диска, придатних для звичайних програвачів компакт-дисків. Видання загальної версії «The Night Comes Down» є одним з треків, використовуваних в грі. Ця версія відповідає першій з половиною хвилині треку, яка закінчується зникненням.

## Зміст
Пісня відповідає тому, що стане традиційним стилем пісень Браяна Мея про час, ностальгію про втрату минулого дитинства і труднощі дорослого життя. Іншими піснями Мея, присвяченими схожим питанням, були «Some Day One Day», «Long Away», «All Dead, All Dead», «Leaving Home Ain't Easy» і «Too Much Love Will Kill You» й інші.
У пісні також присутнє те, що може бути двозначним відсиланням до «Lucy in the Sky with Diamonds» (пісня гурту «The Beatles») в тексті:
«Коли я був молодий, воно з'явилося мені,/ І я міг милуватися сходом сонця,/Ми з Люсі були в блискучій височині, В моїй душі був цілий світ…». Згодом Мей зізнавався, що був фанатом «The Beatles» і прокоментував їх вплив на нього в численних інтерв'ю.

## Оцінки
На думку критика з «AllMusic», дана балада — це один із прикладів високого рівня гурту в написанні і виконанні пісень. У цій амбітній пісні тонка мелодійність і жорстке аранжування створюють інтригуюче злиття балади і року. Гітарний супровід пісні підкреслює навички Браяна: легке, дзвінке звучання акустичної гітари грається під час куплетів, а електрична слайд-гітара підтримує приспів. Текст пісні зачіпає ностальгію людини по дитинству та тяжкості дорослого життя. Вона нагадує пісню «Lucy in the Sky with Diamonds» гурту «The Beatles». Також вона урізноманітнює стиль свого альбому. Це одна з небагатьох пісень, виконуваних на концертах гурта задовго до їх офіційного релізу в альбомах.

## Музиканти
- Фредді Мерк'юрі — вокал
- Браян Мей — акустична і електрична гітара, бек-вокал
- Джон Дікон — бас-гітара
- Роджер Тейлор — ударні, бек-вокал